# Macromitrium subapiculatum
Macromitrium subapiculatum là một loài rêu trong họ Orthotrichaceae. Loài này được Broth. mô tả khoa học đầu tiên năm 1906.